# 姿憲子
姿 憲子（すがた のりこ、本名：小出 憲子、1946年10月16日 - ）は、日本の女性演歌歌手。大妻女子大学中の高卒。所属：ミュージックオフィス合田、日本クラウン。

## 来歴
東京都新宿区神楽坂出身。実家は布団屋。
1965年（昭和40年）、テイチクより「浦島みつ子」の芸名でベトナム戦争をテーマにした「ベトナム哀歌」でデビュー。第2弾「意地わる東京」と発売したがヒットせず、その後演歌からポップスまで自在にあやつる喉と長い髪をトレードマークにして、全国のキャバレー行脚。のちの日吉ミミやちあきなおみらとともに、ドサ周り歌手をしていた。
1970年（昭和45年）、日本テレビのテレビ映画、竹脇無我主演の『姿三四郎』の主題歌歌手に抜擢され、芸名をそれにちなんで“姿憲子”と改名する。当時23歳だったが、作曲家の安藤実親の勧めで20歳と年齢を公表していた。スポンサー側は水前寺清子の主題歌を要望したと言うが、ディレクターの“演歌の竜”馬渕玄三が「彼女でやりたい」と周囲を説得し、レコーディングさせた。その野太い声と圧倒的な歌唱力、ポニーテールに書生のはかま姿という“三四郎”をイメージさせたいでたち（馬渕が全て考えた）で、主題歌は週間レコード売上のベスト10に顔を出し、最終的に100万枚突破のミリオンセラーを記録し、その名は瞬く間に日本全国に轟いていった。仙台での売れ行きが特に好調で、『姿三四郎』の裏番組の『樅ノ木は残った』の主な舞台の地で主題歌が売れるという結果となった。
なお同じく関沢新一作詞、安藤実親作曲、村田英雄の「姿三四郎」というヒット曲があるが、この歌と姿の「姿三四郎」は同名異曲である。
「姿三四郎」は、日本でのドラマ人気もさることながら、中国では1980年代になって大ブレイク。電車の車掌が「先週のつづきが見たくて」と駅を飛ばしたというニュースが報道されたほどの人気で、当然主題歌も大流行した。中国では男性歌手がカバーしており、「中国で知られている日本の歌」として「四季の歌」「昴」「北国の春」に並ぶヒット曲になっている。牧村三枝子ら日本の演歌歌手が中国公演するときには、必ず演目に入れるほどの知名度で、中国の観光地の店の名前に“三四郎”が多いのは、それゆえである。
「姿三四郎」に続いて1970年（昭和45年）には「男縦横十文字」、やはり柔道人気に拍車をかけた日本テレビのドラマ、あおい輝彦主演の『闘魂』の主題歌を連続ヒットさせ、それは“柔道三部作”とよばれ、金鳥蚊取り線香のコマーシャル「死んでもらいます」も話題になった。
しかし当確と言われていた『日本レコード大賞』の新人賞は「以前、レコードを出しているから」という理由で日吉ミミ、森本和子らと同じように選外となったが、『新宿音楽祭』などの新人賞は受賞した。『NHK紅白歌合戦』も出場内定と言われたが、民放局の主題歌であることを理由に不選出となった。フジテレビの『夜のヒットスタジオ』やNHKの歌謡番組出演のときも、「姿三四郎」は歌えずB面「青い空の唄」を歌唱したという。なお、NHKの歌謡番組で「姿三四郎」を歌唱したのは、2010年（平成22年）7月6日放送の『NHK歌謡コンサート』が初であった。
その後、「戦いすんで」「男なら男なら」「綱」、水前寺清子がクラウンレコードを退社した際(のちに復帰)には、水前寺のヒット曲をカバーした「大勝負」、のちに鳥羽一郎がリバイバルした「なにわの片隅」などをリリースしたが、“三部作”を越えるヒット曲には育たず、新たに姿憲子の名前が急浮上するのはデビュー20年目の1984年（昭和59年）になってからのことだった。この年、折りからの競作ブームにのって「浪花節だよ人生は」が、木村友衛、細川たかしに続く第3位の売上を示した。前奏に三味線が入っていないのは姿盤だけだったためもあり、レコードB面がカラオケというのも功を奏し、久々にオリコンチャートにランクインした。1985年（昭和60年）には、天童よしみ、鏡五郎、平和ラッパらと「道頓堀人情」を発表、競作し売り上げを伸ばした。
1987年（昭和62年）、“名前も変えました、袴も脱ぎました”と気分一新、「姿のり子」の芸名で「よさこい漁港(みなと)」を発売、1990年（平成2年）には、フジテレビ連続ドラマ、市毛良枝主演『泣きっ面に姑』の主題歌「花ざかり」を当時流行のランバダリズムにのせて、「麦畑」のはなちゃん八郎の清水花枝と即席デュエット“はなちゃんのりちゃん”を組み、流行のファッションでテレビに登場し、ヒット曲となった。なお1997年（平成9年）に「花ざかり」は姿単独で再吹込みされCD化されている。
さらに1992年（平成4年）発売の「くちべに水仙」で年末の『日本レコード大賞』の最優秀歌唱賞候補に入選、1993年（平成5年）には「夫婦有情(うじょう) 浪曲「壺坂霊験記」入り」で浪曲を歌に挿入して新たな歌の道を歩んだが、病(のちに胃癌と診断された)に倒れ、一時期歌手活動を控えた。
しかし全快、姿憲子の芸名に戻し、1999年（平成11年）、「盃にっぽん」で再起。“関門に虹の架け橋架けよう会”のテーマ曲にもなった「夢咲海峡」などを歌い、2004年（平成16年）には新宿コマ劇場で40周年記念リサイタルも開催、大成功をおさめた。
明るく元気な変わらぬ歌声と達者なしゃべり、憧れだった美空ひばりの歌なども入れた各地でのショーやコンサート活動で活躍中。社団法人・日本歌手協会の会員として毎年行われる『歌謡祭』には2011年（平成23年）まで22回出場を記録している。ちなみに第38回歌唱曲は「浪花節だよ人生は」。

## ディスコグラフィー
◎は大ヒット曲○はヒット賞

### シングル
- ベトナム哀歌(昭和40年)浦島みつ子名義
- 意地わる海峡(昭和42年)浦島みつ子名義
- ◎姿三四郎(昭和45年)姿憲子名義(作詞：関沢新一、曲：安藤実親)
- 青い雲の唄(昭和45年)
- ○男縦横十文字(昭和45年)
- やってみなけりゃわからない(昭和45年)
- ◎闘魂(昭和45年)
- やっちょろまかせ(昭和45年)
- 花の人生大全集(昭和46年)
- 男の意地(昭和46年)
- 戦いすんで(昭和46年)
- これでもか(昭和46年)
- 旅路の女よ(昭和47年)
- さすらい慕情(昭和47年)
- ○男なら男なら(昭和49年)
- 相棒(昭和49年)
- わが道を行く(昭和51年)
- さすらい草(昭和51年)
- プカプカどんどん(昭和51年)
- 大阪をんな物語(昭和51年)
- なみだ酒(昭和51年)
- ○なにわの片隅(昭和51年)
- あなた好みの女です(昭和52年)
- 酒場物語(昭和52年)
- 綱(昭和53年)
- 今が我慢のしどころさ(昭和53年)
- 女の軍歌(昭和55年)
- ○大勝負(昭和57年)
- 男というものは(昭和57年)
- お袋女にしてやっとくれ(昭和59年)
- ふるさと無情(昭和59年)
- ◎浪花節だよ人生は(昭和59年)
- ○三度笠だよ人生は(昭和60年)
- 花歌三度笠(昭和60年)
- 根性水滸伝(昭和60年
- ○道頓堀人情(昭和60年)
- 浪花の阿呆鳥(昭和60年)
- よさこい漁港(みなと)(昭和62年)
- 酒暦(昭和62年)
- 北海峡(昭和62年)
- 土佐の流れ星(昭和62年)
- おまえさん(平成2年)
- 大将(平成2年)
- ○花ざかり(平成2年) - はなちゃんのりちゃん名義
- ふりむかないで(平成2年) - ザ・ピーナッツのリメイク
- ○くちべに水仙(平成4年) - 姿のり子名義
- 連れ舞い(平成4年) - 姿のり子名義
- ○夫婦有情(浪曲「壺坂霊験記」入り)(平成5年) - 姿のり子名義
- 北のおんな節(平成5年) - 姿のり子名義
- 花街道(平成7年) - 姿憲子名義
- 人生舞台ひとり立つ(平成7年)
- 人生将棋(平成9年)
- ○花ざかり(平成9年) - 姿憲子単独Ver
- 盃にっぽん(平成11年)
- 夢咲海峡(平成11年)

ほか

### アルバム
- 現在購入可能全曲集「ゴールデン☆ベスト 姿憲子」
- 「姿憲子」ベスト16

ほか、多数発売。

## 出演
- NHK歌謡コンサート（NHK）
- 名曲ベストヒット歌謡（テレビ東京）
- 第43回年忘れにっぽんの歌（テレビ東京、2010年12月31日）
- サブちゃんと歌仲間（テレビ東京）
- お好み歌謡館（Twellv ほか）
- 木曜8時のコンサート〜夏祭りにっぽんの歌〜（テレビ東京）